# Svevia

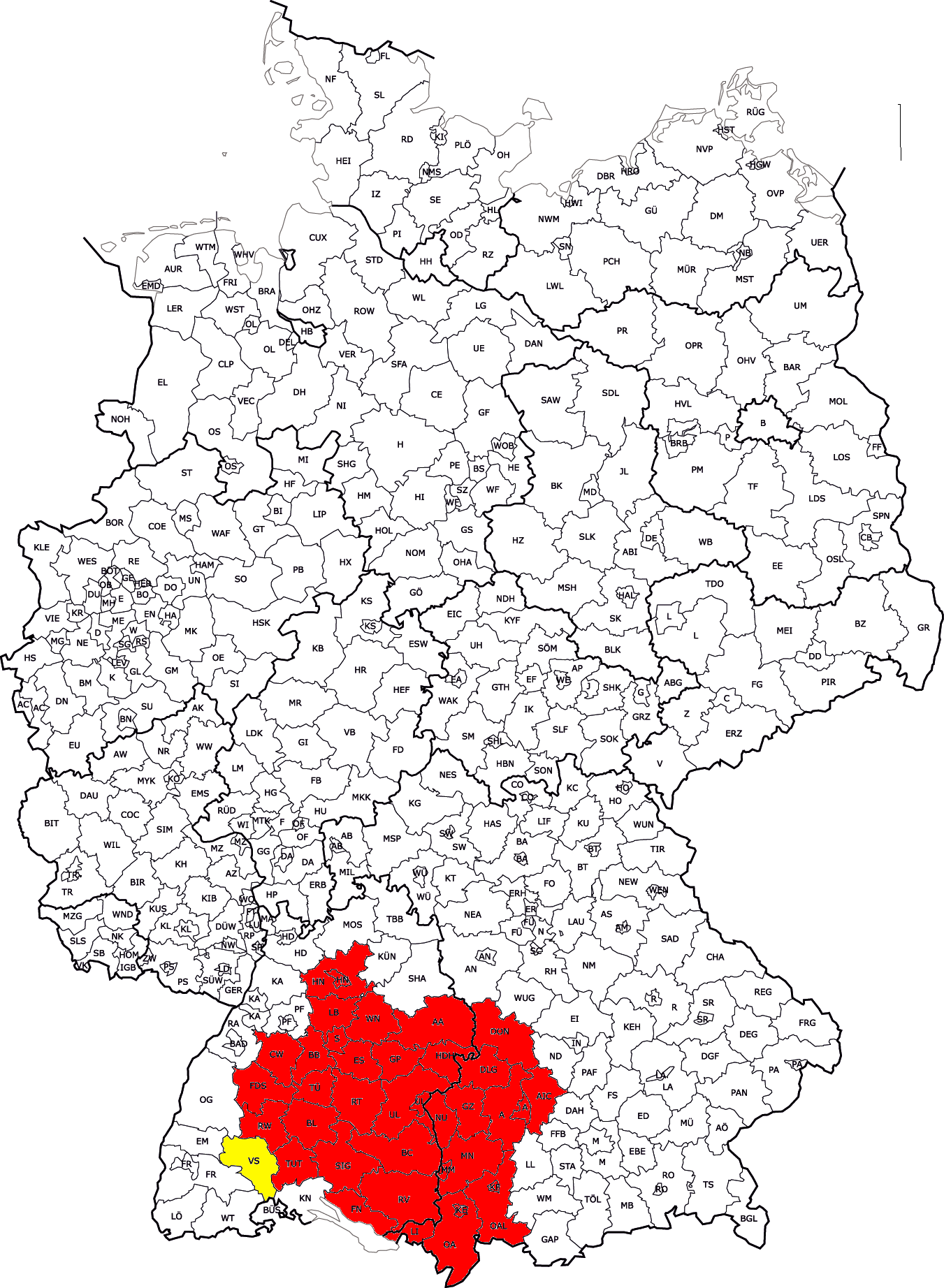
Collocazione della regione storica della Svevia nell'odierno territorio tedesco

La Svevia (in tedesco Schwaben, in svevo Schwobeland, in latino Suēbĭa) è una regione storica e linguistica della Germania. La maggior parte della regione storica della Svevia si può identificare nel Baden-Württemberg (lo stato storico del Württemberg e la provincia di Hohenzollern) e del distretto governativo bavarese di Svevia. Nel Medioevo, la Svevia comprendeva anche il Baden, lo stato federato austriaco del Vorarlberg, il Liechtenstein, i cantoni svizzeri di lingua tedesca e la regione francese dell'Alsazia.
La regione linguistica comprende le zone in cui è parlato il tedesco alemanno e più propriamente quelle in cui è parlato lo Schwäbisch, lo svevo.

## Storia

### Gli Svevi
Duemila anni fa gli Svevi furono una popolazione germanica originaria di un'area vicina al Mar Baltico, che era per questo conosciuto dai Romani come Suebicum mare (termine che nel ventunesimo secolo indica il Lago di Costanza). Essi migrarono in seguito verso sud ovest divenendo parte della confederazione alemanna. Gli Alemanni furono governati da re indipendenti per tutto il quarto e quinto secolo. Una parte degli Svevi (circa 30 000) raggiunse la penisola iberica e insediò un regno indipendente nel 410 d.C. in un territorio che nel ventunesimo secolo è parte del nord del Portogallo e della Galizia. Tale regno durò fino al 558, il suo centro politico fu Braccara Augusta (l'odierna città di Braga).

### Il Ducato di Svevia
La Svevia divenne un ducato sotto il regno dei Franchi merovingi, nel 496, in seguito alla battaglia di Tolbiacum.
La Svevia fu uno dei ducati originari del regno dei Franchi Orientali, il Sacro Romano Impero come poi si sviluppò nel IX e X secolo. Gli Hohenstaufen (la dinastia di Federico Barbarossa), che governarono il Sacro Romano Impero nel dodicesimo e tredicesimo secolo, furono originari della Svevia, ma dopo l'esecuzione di Corradino (l'ultimo Hohenstaufen di Sicilia in linea maschile) del 29 ottobre 1268, il ducato originale venne smembrato in unità più piccole.

Un’altra importante dinastia che sorse nella regione fu quella degli Asburgo. Anche gli Hohenzollern però, che furono preminenti nel nord della Germania, ebbero le loro origini in Svevia, così come le dinastie dei duchi di Württemberg e i marchesi di Baden. Gli Hohenzollern e gli Asburgo erano vassalli degli Hohenstaufen. Dinastie feudali minori sparirono prima o poi, comunque rami dei conti di Monftort o degli Hohenems sopravvissero fino in età moderna e i Fürstenberg ancora sopravvivono. La regione si dimostrò una delle più frammentate dell'impero, comprendendo, in aggiunta ai principati citati, anche numerose città libere, territori ecclesiastici e feudi di conti e cavalieri minori.
La Confederazione dei tredici cantoni si rese indipendente de facto dal 1499 con la guerra sveva.
Temendo il potere dei principi maggiori, le città e i governanti minori di Svevia si unirono nel quindicesimo secolo per formare la Lega Sveva. La lega ebbe un certo successo riuscendo a espellere il Duca di Württemberg nel 1519 e a porre al suo posto un governatore degli Asburgo, ma pochi anni più tardi la lega si sciolse a causa delle differenze religiose provocate dalla Riforma protestante e il Duca di Württemberg fu reinsediato. La regione si divise a causa della Riforma; mentre i principi, come la maggior parte delle città libere divennero protestanti, i territori ecclesiastici (come la diocesi di Augusta, quella di Costanza e altre) rimasero cattoliche, così come i territori appartenenti agli Asburgo, gli Hohenzollerns e i marchesi di Baden-Baden.

### Storia moderna
Nella scia delle riorganizzazioni territoriali dell'impero nel 1803 del Reichsdeputationshauptschluss, i confini della Svevia vennero radicalmente cambiati. Tutti i territori ecclesiastici vennero secolarizzati e la maggior parte delle città libere e degli stati minori vennero assorbiti, lasciando solo Württemberg, Baden e Hohenzollern come stati sovrani. La maggior parte della Svevia orientale divenne parte della Baviera, formando quella che è la regione amministrativa bavarese della Svevia.
Dal 1939 al 1945, la Germania rivendicò la sovranità di un'area dell'Antartide a cui venne dato il nome di Nuova Svevia.

## Insediamenti svevi all'estero
Al di fuori della Germania, molti Svevi si stabilirono in Ungheria e Romania (gli Svevi del Danubio, gli Svevi del Banato, gli Svevi di Satu Mare e gli Svevi turchi), così come in Russia, Serbia e Kazakistan. Fuori dall'Europa, si trovano insediamenti di origine sveva anche in Brasile, Argentina, Canada e Stati Uniti d'America.

## Usi folcloristici dell'etnico "svevo"
In passato, gli Svevi sono stati di frequente oggetto di battute e racconti, nei quali appaiono come personaggi eccessivamente avari, troppo seri, puritani o sempliciotti. È il caso de I sette svevi (Die sieben Schwaben) in Kinder- und Hausmärchen dei fratelli Grimm. Simili battute vengono spesso fatte dai francesi nei riguardi dei belgi, dagli australiani nei riguardi dei neozelandesi, dai brasiliani nei riguardi dei portoghesi o dai canadesi nei riguardi degli abitanti di Terranova. In ogni caso, quest'abitudine è ormai quasi scomparsa; gli Svevi nel ventunesimo secolo hanno fama d'essere frugali, intelligenti, intraprendenti e grandi lavoratori. In una vasta campagna, in occasione del 50º anniversario del Baden-Württemberg (la regione economicamente più avanzata della Germania moderna), gli svevi risposero alle vecchie battute con un motto diventato famoso:
Molti cognomi svevi terminano con il suffisso -le, -el, -ehl, e -lin; per esempio: Schäuble, Egeler e Gmelin. Il soprannome popolare Schwab è derivato da quest'area e significa letteralmente "Svevo".
In Svizzera, Sauschwab è un termine dispregiativo per indicare un tedesco, originato durante la guerra sveva del 1499. In serbo, in polacco e in bulgaro, Shvab o Szwab è un termine quasi offensivo per indicare un tedesco qualsiasi, non necessariamente svevo. In parti della ex Jugoslavia (ad esempio Slovenia, Slavonia in Croazia, e Voivodina in Serbia), il termine Swab o Švab è applicato alla popolazione di origine tedesca che ha abitato quelle zone sino a poco dopo la seconda guerra mondiale e ai loro discendenti; tale termine è occasionalmente usato anche per indicare tutti i tedeschi così come gli austriaci o gli svizzeri di lingua tedesca, analogalmente a ciò che in lingua italiana si fa con il termine crucco.

## Svevi o in parte di origine sveva celebri
- Federico Barbarossa (Imperatore del Sacro Romano Impero)
- Federico II (Re di Sicilia e Imperatore del Sacro Romano Impero), siciliano che appartiene agli Hohenstaufen di Sicilia, solo in parte di lontana origine sveva.
- Sant'Alberto Magno (filosofo e teologo medievale, frate Domenicano)
- Corradino di Svevia, ultimo degli Hohenstaufen di Sicilia (Sacro Romano Impero), siciliano ma in parte di lontane origini sveve.
- Johann Georg Faust (protagonista di racconti e drammi)
- Johannes Kepler (astronomo e matematico)
- Friedrich Schiller (storico e scrittore)
- Konrad von Jungingen (Gran Maestro dell'Ordine Teutonico)
- Ulrich von Jungingen (Gran Maestro dell'Ordine Teutonico)
- Friedrich Hölderlin (poeta)
- Georg Wilhelm Friedrich Hegel (filosofo)
- Justinus Kerner (poeta)
- Ludwig Uhland (poeta)
- Eduard Mörike (poeta)
- Gottlieb Daimler (fondatore della Daimler-Motoren-Gesellschaft, che produce autoveicoli con il marchio Mercedes-Benz, e tra i primi a lavorare sull'automobile)
- Rudolf Diesel (inventore)
- Robert Bosch (inventore, industriale e filantropo)
- Carl Laemmle (fondatore di Hollywood)
- Karl Benz (inventore)
- Nikolaus August Otto (inventore)
- Felix Wankel (inventore)
- Theodor Heuss (ex Presidente della Germania)
- Richard von Weizsäcker (ex Presidente della Germania)
- Kurt Georg Kiesinger (ex Cancelliere della Germania)
- Sophie Scholl (membro della Rosa Bianca, nella resistenza contro i nazisti)
- Georg Elser (membro della resistenza antinazista)
- Claus Schenk von Stauffenberg (leader dell'attentato a Hitler del 20 luglio 1944)
- Erwin Rommel (generale della Seconda guerra mondiale)
- Roland Emmerich (regista)
- Jürgen Klinsmann (calciatore, ex commissario tecnico della nazionale tedesca)
- Albert Einstein (fisico)
- Hermann Hesse (poeta, scrittore, Nobel per la letteratura nel 1946)
- Roland Asch (pilota automobilistico)
- Jürgen Klopp (allenatore ed ex calciatore tedesco)